# Uummannaarsuk
Uummannaarsuk [ˌuːmːaˈnːɑːsːuk] (nach alter Rechtschreibung Ũmánârssuk) ist eine wüst gefallene grönländische Siedlung im Distrikt Sisimiut in der Qeqqata Kommunia.

## Lage
Uummannaarsuk befindet sich auf einer gleichnamigen Insel südlich der Mündung des Amerloq. Elf Kilometer nördlich liegt Sisimiut.

## Geschichte
Uummannaarsuk wurde zu einem unbekannten Zeitpunkt in der ersten Hälfte der 1920er Jahre besiedelt. 1930 wurden 45 Einwohner gezählt. 1933 wurden eine Schulkapelle und ein Fischhaus gebaut. 1947 lebten 67 Personen in Uummannaarsuk. Von 1952 ist bekannt, dass die Fischerei sehr wenig ertragsreich war. 1962 wurde Uummannaarsuk aufgegeben.